# Alfred Borel
Pour les articles homonymes, voir Borel.
Alfred Borel, né le 12 septembre 1902 à Neuchâtel et mort le 12 juillet 1997 à Genève, est un homme politique suisse membre du Parti radical-démocratique.

## Biographie
Petit-fils du conseiller fédéral Eugène Borel, il devient avocat après sa licence en droit obtenue à l'université de Genève en 1924.
Président de la Jeunesse radicale suisse de 1933 à 1935, il est successivement conseiller municipal de Chêne-Bougeries (1943-1954) et député au Grand Conseil genevois (1936-1954, 1961-1969).
Président du Parti radical genevois de 1948 à 1951, il est élu conseiller d'État en 1954 et prend en charge le département de l'instruction publique jusqu'en 1961. À ce poste, il prépare la réforme de l'enseignement secondaire genevois (cycle d'orientation) inaugurée par son successeur André Chavanne .
Il sera également conseiller national entre 1951 et 1963, conseiller aux États entre 1963 et 1971, membre de l'Assemblée parlementaire du Conseil de l'Europe et président de nombreuses sociétés dont la fondation de l'Orchestre de la Suisse romande entre 1955 et 1975.